# Опря, Ксения Александровна
Ксения Александровна Опря  (род. 9 мая 2005, Краснодар) — российская волейболистка, доигровщица. Игрок волейбольного клуба российской Суперлиги «Динамо Краснодар» (с 2023 года).

## Биография
Родилась 9 мая 2005 года в Краснодаре Краснодарского края. Волейболом начала заниматься с 9 лет. Воспитанница спортивной школы «Юбилейная» города Краснодара. Первым тренером был Заслуженный тренер СССР Анатолий Константинович Петров (03.07.1947 г.р.). Становилась победителем и призёром первенств города Краснодара в различных возрастных категориях.
С 2021 года играла за молодёжную команду ВК «Динамо Краснодар». 
Сезон 2023/2024 годов также играла за основную команду волейбольной Суперлиги — «Динамо Краснодар». Дебютировала в матче против «Минчанки» 21 октября 2023 года, принесла команде в этом поединке 2 очка. 
С 2024 года основной игрок «Динамо Краснодар» в российской Суперлиги.

### Клубная карьера
- 2021—2024 —  «Динамо Краснодар» — молодёжная лига;
- с 2023 —  «Динамо Краснодар» (Краснодар) — суперлига.

## Достижения
- Чемпионка Молодёжной лиги ВФВ Чемпионата России 2024/2025 годов.[2]

- Серебряный призёр Кубка Молодёжной лиги ВФВ 2024 года.[3]

- Серебряный призёр Молодёжной лиги ВФВ Чемпионата России 2023/2024 годов.[4]

- Бронзовый призёр Кубка Молодежной лиги ВФВ, сезона 2023 года.[5]

- Лучшая доигровщица финальных раундов первенства Молодёжной Лиги в сезонах 2023/2024 и 2024/2025 годах[6].

- Лучшая доигровщица Кубка Молодежной лиги ВФВ, сезона 2024 года.[7]

- В молодёжной команде клуба провела более 100 игр.